# Пробел (клавиша)
Клавиша «Пробе́л» (англ. Space) является одной из ключевых на клавиатуре пишущей машинки или компьютера. Имеет вид горизонтальной полосы в самом нижнем ряду. Самая длинная из клавиш. Основное предназначение — вводить пробел между словами во время набора текста. В связи с этим является единственной без обозначений.

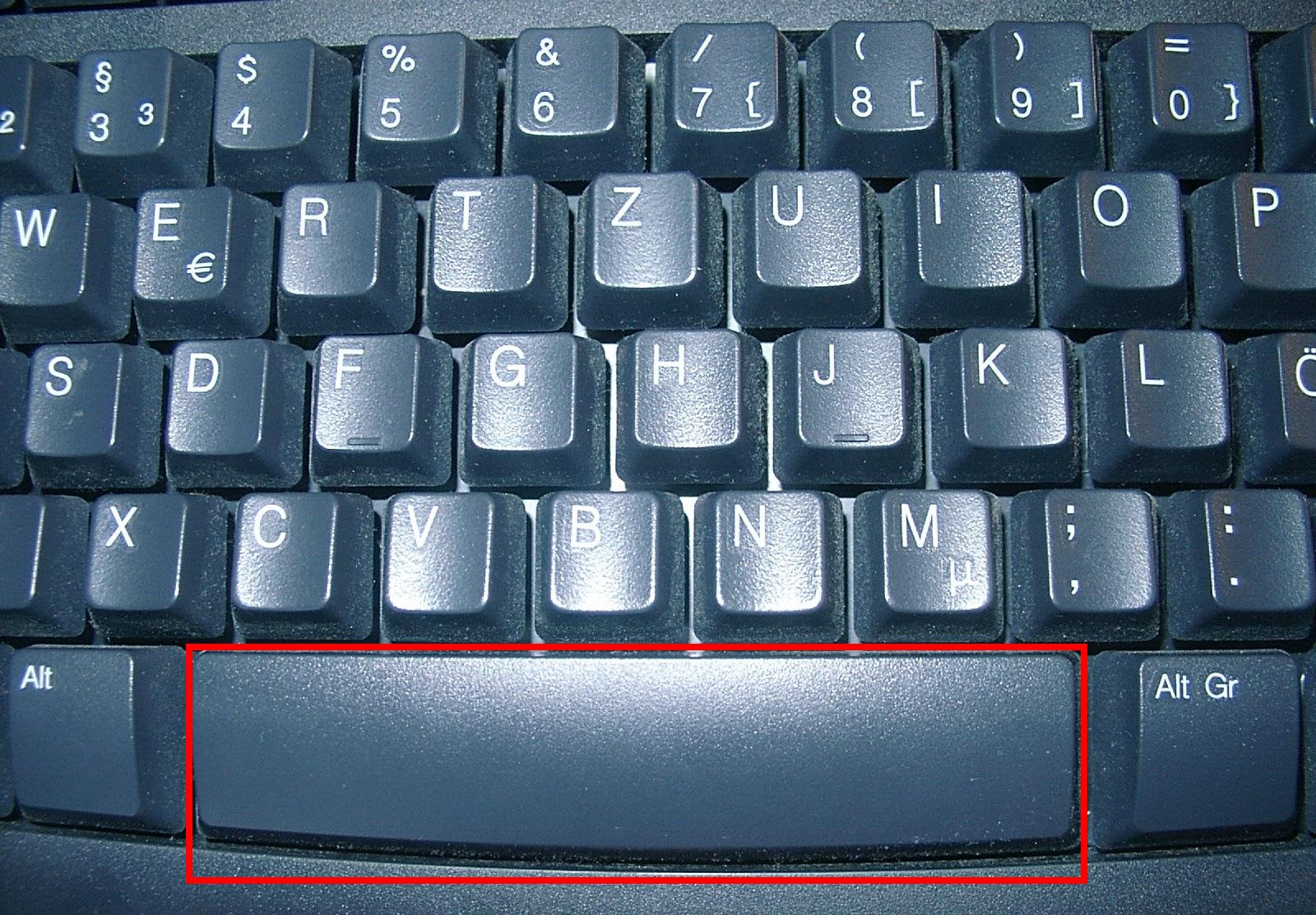
Пробел внизу клавиатуры в центре

Типичная клавиша пробела достаточно большая, чтобы её можно было использовать большим пальцем правой или левой руки. Со временем пробелы стали более узкими на компьютерах, чтобы освободить место для таких клавиш, как Ctrl и Alt.

## История
Первоначально (в конце 19-го века), «пробел» состоял из металлического стержня, проходящего по всей ширине клавиатуры (или даже окружая её), который вызывал движение каретки. Более поздние "пробелы" постепенно сжимались и принимали более эргономичную форму в виде широкой, расположенной в центре «клавиши». Клавиатуры пишущей машинки (и компьютера) стали включать дополнительные функциональные клавиши и стали более намеренно «стилизованными». Хотя это зависит от типа клавиатуры, пробел обычно лежит между клавишами Alt (или клавишами ⌘ Command на клавиатурах Macintosh) и под буквенными клавишами C, V, B, N и M на стандартной клавиатуре QWERTY.
Некоторые ранние пишущие машинки, и в частности компьютерные клавиатуры, использовали меньшую, менее различимую клавишу «пробел», которая также часто находилась в менее центральном положении, например пишущая машинка Хансена, пишущие машинки Hammond или Sinclair ZX Spectrum и Jupiter Ace. В самом раннем известном примере пишущая машинка "Sholes и Glidden" использовала рычаг, чтобы обеспечить пространство между словами.
Размещение изобретения вставки пробела после 1843 года. Однако эти методы, как правило, также были лишь одной из частей одинаково уникальных полных раскладок клавиатуры, разработанных для того, чтобы справляться с конкретными техническими требованиями или ограничениями, чем с любым чувством удобства для пользователя, и как таковые имели ограниченный успех, иногда выпадающий даже на более поздних моделях в той же линейке (например, линии Sinclair Spectrum 128k и «Plus», которые приняли более «нормально стилизованные» клавиатуры с пластиковыми клавишами и широким центральным пробелом вместо более ранних резиновых клавиш и маленький, смещённый пробел.